# Giovanni di Marignolli
Giovanni di Marignolli, také Jan Marignola [-ňola] (1323 – pravděpodobně před 1362) byl italský cestovatel, který pocházel ze šlechtické rodiny ve Florencii.
Roku 1338 odjel jako papežský legát do Asie. Přes střední Asii se dostal až do Pekingu. Vracel se přes Indii, Cejlon, Kypr a Jeruzalém. Při svých cestách navštívil mimo jiné i Babylón.
Roku 1353 přijel na žádost Karla IV. do Čech, kde byl požádán o napsání české kroniky.

## Dílo
- Kronika česká  – tato kronika se opírá pouze o Kosmu a jeho pokračovatele, nemá téměř žádnou historickou hodnotu. Jelikož zde také popisuje zážitky z cest, má poměrně značnou zeměpisnou hodnotu (resp. měla ve své době). Kronika je rozdělena do tří částí:

Chearcos – dějiny světa od Adama až po potopu světa
Monarchos – od Nimroda (babylónský bohatýr) až po Karla IV.
Ierarcos – dějiny kněžství od Melchisedecha až po založení papežství, zde popisuje i některé české biskupy.